# Antoine Ambroise Auguste de Jessé
Pour les autres membres de la famille, voir Famille de Jessé.
Antoine Ambroise Auguste, baron de Jessé (né à Béziers le 7 décembre 1767 et mort à Béziers le 28 avril 1817), est un officier militaire et homme politique français.

## Biographie
Fils de Antoine-Joseph de Jessé, baron de Levas, aide-major des garde-côtes, et de Louise Rosalie de Cadenet-Charleval (nièce de Mgr Joseph-François de Cadenet de Charleval), Antoine Ambroise Auguste de Jessé est le demi-frère de Joseph-Henri de Jessé. Officier au régiment de Royal-Vaisseaux, il émigre en 1791. Il est  blessé à l'armée de Condé, et assiste à l'expédition de Quiberon. 
Il rentre en France au moment du Consulat, mais se tient à l'écart jusqu'à la Restauration. Nommé, en 1815, sous-chef d'état-major du comte Ernouf, sous les ordres du duc d'Angoulême, puis commandant de l'armée royale de Béziers le 26 juin 1815, il devint ensuite lieutenant-colonel de la légion du Tarn.
Chevalier de l'Ordre royal et militaire de Saint-Louis, il est élu le 22 mars 1815 député du collège de département de l'Hérault. Il est réélu le 4 octobre 1816. 
Il siège dans la majorité de la Chambre introuvable, et à l'extrême droite de la Chambre suivante. Il meurt six mois après cette dernière élection.

## Sources
- « Antoine Ambroise Auguste de Jessé », dans Adolphe Robert et Gaston Cougny, Dictionnaire des parlementaires français, Edgar Bourloton, 1889-1891 [détail de l’édition]